# Chantziliákon
Chantziliákon (Chantziliako) är en ort i Grekland.   Den ligger i prefekturen Nomós Achaḯas och regionen Västra Grekland, i den centrala delen av landet, 180 km väster om huvudstaden Aten. Chantziliákon ligger 55 meter över havet och antalet invånare är 243.
Terrängen runt Chantziliákon är varierad. Havet är nära Chantziliákon åt nordväst. Runt Chantziliákon är det ganska tätbefolkat, med 86 invånare per kvadratkilometer. Närmaste större samhälle är Patras, 6,7 km norr om Chantziliákon. Trakten runt Chantziliákon består till största delen av jordbruksmark.